# Día Mundial de la Limpieza
El Día Mundial de la Limpieza es una jornada que se celebra anualmente el 20 de septiembre desde 2024, establecida en 2023 por la Asamblea General de las Naciones Unidas.

## Proclamación
El Día Mundial de la Limpieza fue establecido oficialmente el 8 de diciembre de 2023, por la Asamblea General de las Naciones Unidas. Este evento se originó a partir de los esfuerzos realizados por diversos movimientos dedicados a la recolección de residuos y basura de espacios públicos como calles, parques, playas y ríos, una acción ambiental para reducir la contaminación y mejorar la calidad de vida. El más destacado es el movimiento cívico global Let's Do It! World, que comenzó en Estonia en 2008 y que fue cobrando prestigio hasta conseguir promover limpiezas multitudinarias a nivel global. En 2018, este movimiento culminó en el primer Día Mundial de la Limpieza.  Este evento anual reunió a voluntarios y socios de todo el mundo para concienciar sobre la crisis global de gestión de residuos y promover un planeta más limpio.

## Celebración
Este día se celebra anualmente el 20 de septiembre, la fecha fue elegida para aprovechar el buen clima de finales de verano en muchas partes del mundo, facilitando la organización de eventos al aire libre y la participación masiva de voluntarios. Este compromiso global, ahora respaldado por las Naciones Unidas y comenzando a celebrarse bajo sus auspicios en 2024, no solo promueve la limpieza ambiental, sino que también fomenta la cooperación y la colaboración entre comunidades diversas, trascendiendo fronteras y diferencias culturales. Los voluntarios participan en actividades para recoger desechos sólidos, separar y reciclar materiales, y promover prácticas sostenibles de gestión de residuos.